# 混合菌纲
混合菌纲（学名：Mixiomycetes）是担子菌门柄锈菌亚门下的一个纲。该纲仅包含一个目（混合菌目，Mixiales），此目下有一个科（混合菌科，Mixiaceae），此科下又仅有一个单型属（混合菌属，Mixia）。Mixia osmundae是该纲的唯一物种。